# A Hank Zipzer epizódjainak listája
A Hank Zipzer epizódjainak listája tartalmazza a Hank Zipzer brit filmsorozat részeinek felsorolását.

## Évados áttekintés
| Évad | Évad | Epizódok | Eredeti sugárzás    | Eredeti sugárzás    | Magyar sugárzás    | Magyar sugárzás      |
| Évad | Évad | Epizódok | Évadpremier         | Évadfinálé          | Évadpremier        | Évadfinálé           |
| ---- | ---- | -------- | ------------------- | ------------------- | ------------------ | -------------------- |
|      | 1    | 13       | 2014. január 28.    | 2014. április 22.   | 2015. március 14.  | 2015. május 30.      |
|      | 2    | 13       | 2015. augusztus 13. | 2015. november 5.   | 2016 augusztus 29. | 2016. szeptember 14. |
|      | 3    | 13       | 2016. május 26.     | 2016. augusztus 18. | 2017. január 9.    | 2017. január 27.     |

### 1. évad
| #   | #   | Eredeti cím                                | Magyar cím                       | Rendezte        | Írta                  | Eredeti premier   | Magyar premier    |
| --- | --- | ------------------------------------------ | -------------------------------- | --------------- | --------------------- | ----------------- | ----------------- |
| 1.  | 1.  | Classroom Catastrophe                      | Osztálytermi katasztrófa         | Matt Bloom      | Joe Williams          | 2014. január 28.  | 2015. március 14. |
| 2.  | 2.  | The Lucky Socks                            | A szerencsezokni                 | Matt Bloom      | Joe Williams          | 2014. február 4.  | 2015. március 15. |
| 3.  | 3.  | The Curtain Went Up, My Trousers Went Down | Függöny fel!                     | Matt Bloom      | Joe Williams          | 2014. február 11. | 2015. március 21. |
| 4.  | 4.  | Battle of the Goblins                      | A goblinok bosszúja              | Matt Bloom      | Daniel Peak           | 2014. február 18. | 2015. március 28. |
| 5.  | 5.  | Haunted Hank                               | Hank-Oween                       | Matt Bloom      | Dan Berlinka          | 2014. február 25. | 2015. április 4.  |
| 6.  | 6.  | The War of Words                           | Szavak háborúja                  | Rebecca Rycroft | Bede Blake            | 2014. március 4.  | 2015. április 11. |
| 7.  | 7.  | The Day I Flunked Chemistry                | A nap, amikor megbuktam kémiából | Rebecca Rycroft | Madeleine Brettingham | 2014. március 11. | 2015. április 18. |
| 8.  | 8.  | The Mortadella Disaster                    | A mortadella katasztrófa         | Rebecca Rycroft | Joe Williams          | 2014. március 18. | 2015. április 25. |
| 9.  | 9.  | Who Ordered the Baby?                      | Ki rendelte a babát?             | Rebecca Rycroft | Bede Blake            | 2014. március 25. | 2015. május 2.    |
| 10. | 10. | I Think I Broke My Dad                     | Azt hiszem, elrontottam apát     | Rebecca Rycroft | Mark Oswin            | 2014. április 1.  | 2015. május 9.    |
| 11. | 11. | The Week I Became a Genius                 | A hét, amikor zseni lettem       | Rebecca Rycroft | Ali Bryer Carron      | 2014. április 8.  | 2015. május 16.   |
| 12. | 12. | Anyone for Lizard?                         | Kér valaki gyíkot?               | Rebecca Rycroft | Lucy Guy              | 2014. április 15. | 2015. május 23.   |
| 13. | 13. | The First Date Dilemma                     | Az első randi                    | Rebecca Rycroft | Joe Williams          | 2014. április 22. | 2015. május 30.   |

### 2. évad
| #   | #   | Eredeti cím           | Magyar cím               | Rendezte   | Írta                             | Eredeti premier      | Magyar premier       |
| --- | --- | --------------------- | ------------------------ | ---------- | -------------------------------- | -------------------- | -------------------- |
| 14. | 1.  | Camera Calamity       | Flúgos fotó-futam        | Tom George | Joe Williams                     | 2015. augusztus 13.  | 2016. augusztus 29.  |
| 15. | 2.  | No Room For Two       | Hely kettőnek            | Matt Bloom | Lucy Guy                         | 2015. augusztus 20.  | 2016. augusztus 30.  |
| 16. | 3.  | Cow Poo Treasure Hun  | Tehénlepény-kincskeresés | Matt Bloom | Mark Oswin                       | 2015. augusztus 27   | 2016. augusztus 31.  |
| 17. | 4.  | Head Ache             | Fejfájás                 | Tom George | Lucy Guy                         | 2015. szeptember 3.  | 2016. szeptember 1.  |
| 18. | 5.  | Hank's Hero           | Hank példaképe           | Tom George | Joe Williams                     | 2015. szeptember 10. | 2016. szeptember 2.  |
| 19. | 6.  | Open Day              | Nyílt nap                | Matt Bloom | Joe Williams                     | 2015. szeptember 17. | 2016. szeptember 5.  |
| 20. | 7.  | Ballot Box Blunde     | Választási kudarc        | Matt Bloom | Jon Macqueen                     | 2015. szeptember 24. | 2016. szeptember 6.  |
| 21. | 8.  | Valentine's Confusion | Valentin-zűrzavar        | Matt Bloom | Holly Phillips                   | 2015. október 1.     | 2016. szeptember 7.  |
| 22. | 9.  | Camouflage            | Álcázás                  | Matt Bloom | Adam G Goodwin & Jonathan Parkyn | 2015. október 8.     | 2016. szeptember 8.  |
| 23. | 10. | Hank's Birthday       | Hank szülinapja          | Tom George | Madeline Brettingham             | 2015. október 15.    | 2016. szeptember 9.  |
| 24. | 11. | Hank's New School     | Hank új sulija           | Tom George | Mark Evans                       | 2015. október 22.    | 2016. szeptember 12. |
| 25. | 12. | Papa Pete in Love     | Pete papa szerelmes      | Tom George | Danny Peak                       | 2015. október 29.    | 2016. szeptember 13. |
| 26. | 13. | Last Day              | Az utolsó nap            | Tom George | Jon Macqueen                     | 2015. november 5.    | 2016. szeptember 14. |

### 3. évad
| #   | #   | Eredeti cím                     | Magyar cím                              | Rendezte     | Írta                             | Eredeti premier     | Magyar premier   |
| --- | --- | ------------------------------- | --------------------------------------- | ------------ | -------------------------------- | ------------------- | ---------------- |
| 27. | 1.  | Teacher Torture                 | Tanárkínzás                             | Matt Bloom   | Lucy Guy                         | 2016. május 26.     | 2017. január 9.  |
| 28. | 2.  | Vlog It!                        | Vlog háború                             | Nick Collet  | Joe Williams                     | 2016. június 2.     | 2017. január 10. |
| 29. | 3.  | Zipzers and Aliens              | Zipzerek az űrlények ellen              | Matt Bloom   | Matt Bloom                       | 2016. június 9.     | 2017. január 11. |
| 30. | 4.  | Educating Zipzer                | Zipzer nevelése                         | Matt Bloom   | Danny Peak                       | 2016. június 16.    | 2017. január 12. |
| 31. | 5.  | Hank's Good Turn                | Hank jótette                            | Matt Bloom   | Mark Oswin                       | 2016. június 23.    | 2017. január 13. |
| 32. | 6.  | My Girlfriend Has Flippers      | A barátnőmnek uszonya van               | Matt Bloom   | Holly Phillips                   | 2016. június 30.    | 2017. január 16. |
| 33. | 7.  | Undercover Hank                 | TBA                                     | Matt Bloom   | Joe Williams                     | 2016. július 7.     | Leadatlan        |
| 34. | 8.  | School Sleepover                | Sulis pizsamaparti                      | Matt Bloom   | Adam G Goodwin & Jonathan Parkyn | 2016. július 14.    | 2017. január 17. |
| 35. | 9.  | Operation: Prank Adolf          | Hadművelet: Adolf szívatása             | Matt Bloom   | Jon MacQueen                     | 2016. július 21.    | 2017. január 18. |
| 36. | 10. | Captain Hank and the Last Picks | Hank kapitány és szedett-vedett csapata | Nick Collett | Jon MacQueen                     | 2016. július 28.    | 2017. január 19. |
| 37. | 11. | Christmas in July               | Karácsony júliusban                     | Nick Collett | Lucy Guy                         | 2016. augusztus 4.  | 2017. január 20. |
| 38. | 12. | Hank Rocks Out                  | Hank vadul                              | Nick Collett | Mark Oswin                       | 2016. augusztus 11. | 2017. január 24. |
| 39. | 13. | The Crunch Pickle               | A Ropogós Uborka                        | Nick Collett | Joe Williams                     | 2016. augusztus 18. | 2017. január 27. |

### Karácsonyi film
| #  | Eredeti cím                         | Magyar cím | Rendezte   | Írta          | Eredeti premier    | Magyar premier |
| -- | ----------------------------------- | ---------- | ---------- | ------------- | ------------------ | -------------- |
| 1. | Hank Zipzer's Christmas Catastrophe | TBA        | Matt Bloom | Henry Winkler | 2016. december 12. | Leadatlan      |